# Saint-Symphorien (Tours)
Saint-Symphorien ist ein Stadtviertel der Stadt Tours im Département Indre-et-Loire in der Region Centre-Val de Loire in Frankreich.  

## Geschichte
Während der Französischen Religionskriege war das Gebiet des späteren Saint-Symphorien Schauplatz eines Gefechts zwischen den Truppen des Herzogs Charles de Mayenne und denen von Heinrichs III. und Heinrichs von Navarra.
Der Ort entstand als Pfarrei einer dem heiligen Symphorianus von Autun geweihten Kirche vor der Mauern der Stadt Tours und wurde 1790 zur Gemeinde (commune) erhoben.
Um 1960 begann die Verstädterung der bis dahin ländlich geprägten Gemeinde, in deren Verlauf Saint-Symphorien, das damals 11.437 Einwohner hatte, 1962 in die Stadt Tours eingemeindet wurde. 

## Persönlichkeiten
In Saint-Symphorien starb u. a. Charles Maurras (1868–1952), einer der Vordenker des französischen Nationalismus und Faschismus.
Zu den Söhnen und Töchtern von Saint-Symphorien zählen u. a.:
- Louis Parrot (1906–1948), Lyriker, Essayist, Journalist und Übersetzer
- Alain de Benoist (* 1943), Politologe und Vordenker der Neuen Rechten (Nouvelle Droite)
- Didier Migaud (* 1952), Politiker (PS)
- Catherine Colonna (* 1956), Politikerin (UMP)
- Bernard Lama (* 1963), Fußballspieler

Koordinaten: 47° 25′ N, 0° 42′ O